# VM i bandy 2013
Verdensmesterskabet i bandy 2013 var det 33. VM i bandy gennem tiden, og mesterskabet blev arrangeret af Federation of International Bandy. Sverige var blevet tildelt værtskabet for mesterskabet på FIB's kongres i Almaty den 3. februar 2012, og dermed blev Sverige VM-værtsland for 10. gang. Turneringen havde deltagelse af 14 hold, hvilket tangerede deltagerrekorden fra 2012. De 14 hold var opdelt i en A-turnering med seks hold og en B-turnering med otte hold.
Kampene i A-gruppen blev afviklet indendørs i Arena Vänersborg i Vänersborg, bortset fra tre af kampene i den indledende runde, der blev afviklet som særlige arrangementer på tre andre arenaer: Norges kamp mod Hviderusland blev spillet på Frogner Stadion i Oslo, kampen mellem Finland og Rusland blev afviklet i Slättbergshallen i Trollhättan, mens det klassiske opgør mellem Sverige og Rusland blev spillet udendørs på Arena Heden i Göteborg, hvor der blev sat stadionrekord med 5.812 tilskuere, der overværede at Sverige vandt med 7-5 og dermed sikrede sig førstepladsen i den indledende runde.
I finalen opnåede Rusland imidlertid revanche for nederlaget til Sverige i den indledende runde. Slutkampen endte med russisk sejr på 4-3, og dermed vandt Rusland VM for 7. gang (hvis man ikke medregner Sovjetunionens 14 VM-titler). Finalen fik en usædvanlig afslutning, da den finske dommer, Petri Kuusela, få minutter før tid faldt uheldigt efter en kollision med en russisk spiller og måtte hjælpes fra banen med hjernerystelse. Bronzemedaljerne blev for andet VM i træk vundet af Kasakhstan, som besejrede Finland med 6-3 i bronzekampen. Hviderusland sluttede som nr. 6 efter nederlag på 0-11 mod Norge i kampen om femtepladsen, og dermed rykkede det hviderussiske hold ned i B-VM.
B-VM blev afviklet udendørs på Sapa Arena i Vetlanda, hvor otte hold spillede om B-VM-titlen og om én oprykningsplads til A-VM i 2014. Turneringen blev vundet af forhåndsfavoritterne fra USA, der gik ubesejret gennem turneringen, og som i finalen besejrede Canada med 4-2.

## Resultater

### A-VM
A-VM havde deltagelse af seks hold: Sverige, Rusland, Finland, Kasakhstan, Norge og Hviderusland, og alle kampe på nær tre blev spillet indendørs i Arena Vänersborg i Vänersborg. De seks hold spillede først en enkeltturnering alle-mod-alle, hvorefter de fire bedst placerede hold gik videre til semifinalerne. Holdene, der endte på femte- eller sjettepladsen, spillede en kamp om at undgå nedrykning til B-gruppen ved næste VM.
Som nævnt blev tre af kampene i den indledende runde afviklet som særlige arrangementer på tre andre arenaer:
- Norges kamp mod Hviderusland blev spillet på Frogner Stadion i Oslo.
- Kampen mellem Finland og Rusland blev afviklet i Slättbergshallen i Trollhättan
- Det klassiske opgør mellem Sverige og Rusland blev spillet udendørs på Arena Heden i Göteborg, hvor der blev sat stadionrekord med 5.812 tilskuere, der overværede at Sverige vandt med 7-5 og dermed sikrede sig førstepladsen i den indledende runde.

Udover Sverige og Rusland gik Kasakhstan og Finland videre til semifinalerne, hvor favoritterne fra Sverige og Rusland opnåede sikre sejre. I finalen opnåede Rusland revanche for nederlaget til Sverige i den indledende runde. Slutkampen endte med russisk sejr på 4-3, og dermed vandt Rusland VM for 7. gang (hvis man ikke medregner Sovjetunionens 14 VM-titler). Finalen fik en usædvanlig afslutning, da den finske dommer, Petri Kuusela, få minutter før tid faldt uheldigt efter en kollision med en russisk spiller og måtte hjælpes fra banen med hjernerystelse. 
Bronzemedaljerne blev for andet VM i træk vundet af Kasakhstan, som besejrede Finland med 6-3 i bronzekampen. Hviderusland sluttede som nr. 6 efter nederlag på 0-11 mod Norge i kampen om femtepladsen, og dermed rykkede det hviderussiske hold ned i B-VM efter kun ét år i A-gruppen.

#### Spillesteder
- Arena Vänersborg
Vänersborg
Kapacitet: 5.800
- Arena Heden
Göteborg
Kapacitet: 5.700[1]
- Slättbergshallen
Trollhättan
Kapacitet: 4.000
- Frogner Stadion
Oslo
Kapacitet: Ukendt

#### Indledende runde
| Dato  | Tid   | Kamp                      | Res.  | Pause | Tilskuere | Spillested  |
| ----- | ----- | ------------------------- | ----- | ----- | --------- | ----------- |
| 27.1. | 14:45 | Sverige – Finland         | 5–3   | 2-2   | 3.874     | Vänersborg  |
| 27.1. | 15:00 | Norge – Hviderusland      | 5–2   | 2-0   | 1.740     | Oslo        |
| 27.1. | 18:30 | Rusland – Kasakhstan      | 6–4   | 4-3   | 502       | Vänersborg  |
| 28.1. | 12:00 | Finland – Hviderusland    | 21–20 | 11-20 | 358       | Vänersborg  |
| 28.1. | 15:30 | Norge – Rusland           | 00–12 | 0-5   | 383       | Vänersborg  |
| 28.1. | 19:00 | Sverige – Kasakhstan      | 9–2   | 3-1   | 3.064     | Vänersborg  |
| 29.1. | 14:30 | Kasakhstan – Norge        | 10–10 | 6-1   | 311       | Vänersborg  |
| 29.1. | 18:00 | Finland – Rusland         | 3–6   | 1-1   | 1.542     | Trollhättan |
| 29.1. | 20:00 | Sverige – Hviderusland    | 28–10 | 14-00 | 2.054     | Vänersborg  |
| 30.1. | 12:00 | Finland – Kasakhstan      | 4–8   | 3-5   | 1.256     | Vänersborg  |
| 30.1. | 15:30 | Rusland – Hviderusland    | 28–10 | 16-00 | 201       | Vänersborg  |
| 30.1. | 19:00 | Sverige – Norge           | 10–00 | 5-0   | 3.027     | Vänersborg  |
| 31.1. | 12:00 | Kasakhstan – Hviderusland | 14–00 | 6-0   | 244       | Vänersborg  |
| 31.1. | 15:30 | Norge – Finland           | 02–10 | 1-4   | 312       | Vänersborg  |
| 31.1. | 19:15 | Sverige – Rusland         | 7–5   | 3-2   | 5.812     | Göteborg    |

| Hold         | Kampe | Mål   | Point |
| ------------ | ----- | ----- | ----- |
| Sverige      | 5     | 59-11 | 10    |
| Rusland      | 5     | 57-15 | 8     |
| Kasakhstan   | 5     | 38-20 | 6     |
| Finland      | 5     | 41-23 | 4     |
| Norge        | 5     | 08-44 | 2     |
| Hviderusland | 5     | 06-96 | 0     |

#### Placerings- og finalekampe
Placerings- og finalekampene blev alle spillet i Arena Vänersborg i Vänersborg.
| Dato               | Tid   | Kamp                 | Res.  | Pause | Tilskuere |
| ------------------ | ----- | -------------------- | ----- | ----- | --------- |
| Kamp om 5.-pladsen |       |                      |       |       |           |
| 2.2.               | 19:30 | Norge – Hviderusland | 11–00 | 8-0   | 324       |
| Semifinaler        |       |                      |       |       |           |
| 2.2.               | 12:00 | Rusland – Kasakhstan | 8–2   | 5-1   | 1.332     |
| 2.2.               | 15:45 | Sverige – Finland    | 10–20 | 4-1   | 2.576     |
| Bronzekamp         |       |                      |       |       |           |
| 3.2.               | 11:45 | Finland – Kasakhstan | 3–6   | 2-2   | 1.212     |
| Finale             |       |                      |       |       |           |
| 3.2.               | 15:30 | Sverige – Rusland    | 3–4   | 1-2   | 5.643     |

### B-VM
B-VM havde deltagelse af otte hold: USA, Canada, Ungarn, Letland, Estland, Holland, Japan og Ukraine, og alle kampene blev spillet udendørs på Sapa Arena i Vetlanda. De otte hold var opdelt i to puljer med fire hold i hver. Puljerne var opdelt efter holdenes placering ved seneste VM, således at de fire højst rangerede hold var placeret i pulje A, mens de fire lavest rangerede hold spillede i pulje B. Begge puljer spillede en enkeltturnering alle-mod-alle. De to bedste hold i pulje A gik videre til semifinalerne, mens de to øvrige hold gik videre til kvartfinalerne. De to sidste kvartfinalepladser gik til de to bedste hold fra pulje B, mens de sidste to hold gik videre til placeringskampen om 7.- og 8.-pladsen ved B-VM.
Turneringen blev vundet af USA, som dermed kvalificerede sig til A-VM 2014.

#### Indledende runde

##### Pulje A
| Dato  | Tid   | Kamp             | Res.  | Pause | Tilskuere |
| ----- | ----- | ---------------- | ----- | ----- | --------- |
| 23.1. | 19:45 | USA – Canada     | 10–10 | 6-0   | 1.269     |
| 24.1. | 09:00 | Canada – Letland | 6–3   | 4-2   | 48        |
| 24.1. | 10:30 | Ungarn – USA     | 00–11 | 0-5   | 43        |
| 24.1. | 15:00 | Letland – USA    | 00–14 | 0-8   | 91        |
| 24.1. | 16:30 | Canada – Ungarn  | 7–3   | 2-1   | 82        |
| 25.1. | 12:00 | Ungarn – Letland | 8–1   | 4-1   | 62        |

| Hold    | Kampe | Mål   | Point |
| ------- | ----- | ----- | ----- |
| USA     | 3     | 35-10 | 6     |
| Canada  | 3     | 14-16 | 4     |
| Ungarn  | 3     | 11-19 | 2     |
| Letland | 3     | 04-28 | 0     |

##### Pulje B
| Dato  | Tid   | Kamp              | Res.  | Pause | Tilskuere |
| ----- | ----- | ----------------- | ----- | ----- | --------- |
| 24.1. | 12:00 | Estland – Ukraine | 13–60 | 9-3   | 62        |
| 24.1. | 13:30 | Japan – Holland   | 2–3   | 0-2   | 45        |
| 24.1. | 18:00 | Ukraine – Holland | 3–5   | 2-2   | 93        |
| 24.1. | 19:30 | Estland – Japan   | 3–0   | 1-0   | 212       |
| 25.1. | 09:00 | Japan – Ukraine   | 8–3   | 5-0   | 30        |
| 25.1. | 10:30 | Holland – Estland | 2–6   | 1-2   | 56        |

| Hold    | Kampe | Mål   | Point |
| ------- | ----- | ----- | ----- |
| Estland | 3     | 22-80 | 6     |
| Holland | 3     | 10-11 | 4     |
| Japan   | 3     | 10-90 | 2     |
| Ukraine | 3     | 12-26 | 0     |

#### Placerings- og finalekampe
| Dato               | Tid   | Kamp              | Res. | Pause | Tilskuere |
| ------------------ | ----- | ----------------- | ---- | ----- | --------- |
| Kvalifikation      |       |                   |      |       |           |
| 25.1.              | 13:30 | Japan – Ukraine   | 6–5  | 3-3   | 73        |
| Kvartfinaler       |       |                   |      |       |           |
| 25.1.              | 17:30 | Ungarn – Holland  | 7–1  | 3-0   | 193       |
| 25.1.              | 19:00 | Letland – Estland | 4–1  | 4-0   | 103       |
| Semifinaler        |       |                   |      |       |           |
| 26.1.              | 09:00 | USA – Letland     | 8–1  | 3-1   | 54        |
| 26.1.              | 10:30 | Canada – Ungarn   | 8–1  | 6-0   | 110       |
| Kamp om 7.-pladsen |       |                   |      |       |           |
| 26.1.              | 12:00 | Japan – Ukraine   | 3–1  | 0-0   | 220       |
| Kamp om 5.-pladsen |       |                   |      |       |           |
| 26.1.              | 13:30 | Holland – Estland | 1–2  | 1-0   | 150       |
| Bronzekamp         |       |                   |      |       |           |
| 26.1.              | 15:00 | Letland – Ungarn  | 3–2  | 2-0   | 250       |
| Finale             |       |                   |      |       |           |
| 26.1.              | 16:30 | USA – Canada      | 4–2  | 3-1   | 78        |

### Samlet rangering
| Plac.  | Hold         |
| ------ | ------------ |
| Guld   | Rusland      |
| Sølv   | Sverige      |
| Bronze | Kasakhstan   |
| 4.     | Finland      |
| 5.     | Norge        |
| 6.     | Hviderusland |
| 7.     | USA          |
| 8.     | Canada       |
| 9.     | Letland      |
| 10.    | Ungarn       |
| 11.    | Estland      |
| 12.    | Holland      |
| 13.    | Japan        |
| 14.    | Ukraine      |